# Kate Campbell Hurd-Mead

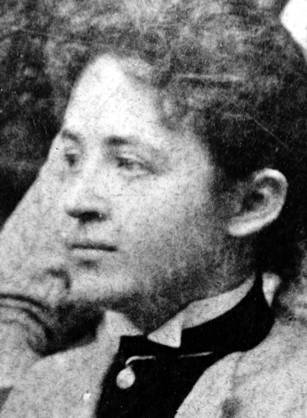
Kate Campbell Hurd-Mead, wohl spätes 19. Jahrhundert

Kate Campbell Hurd-Mead (* 6. April 1867 in Danville, Québec; † 1. Januar 1941 in Haddam, Connecticut) war eine US-amerikanische Feministin und Geburtshelferin, die die Rolle von Frauen in der Medizin förderte.

## Leben
Kate Campbell Hurd wurde am 6. April 1867 als ältestes der drei Kinder von Edward Payson Hurd und Sarah Elizabeth Hurd in Danville, Québec geboren. Ihre Familie zog, als sie drei Jahre alt war, in die Geburtsstadt ihrer Mutter, nach Newburyport, Massachusetts. Dort besuchte sie die öffentlichen Schulen. Nach ihrem Schulabschluss im Jahr 1883 wurde sie durch private Lehrer weiter gefördert. Genauso wie ihre Schwester Mabeth Hurd Paige, die Anwältin und Politikerin in Minnesota wurde, war auch Kate Campbell Hurd sehr ambitioniert. Um auf Anraten der angesehenen Ärztin Mary Corinna Putnam Jacobi Ärztin zu werden und um in die Fußstapfen ihres Vaters zu treten, brach sie ihre Verlobung, da ihr Verlobter nicht wollte, dass sie Ärztin wurde.
Sie studierte ab 1885 am Woman`s Medical College of Pennsylvania in Philadelphia und im Jahr 1888 machte sie dort ihren Abschluss und erhielt ihren Doktor der Medizin. Es folgte ein Praktikum im New England Hospital for Women and Children in Boston unter der Anleitung von Marie Zakrzewska. Schließlich wurde sie ärztliche Direktorin der Bryn Mawr School in Baltimore.
Ihre Arbeit an der Bryn Mawr School umfasste auch das von ihr geleitete Präventionsprogramm der Schule, welches Sportunterricht und regelmäßige Untersuchungen umfasste. Es war eine der ersten Schulen in Amerika, die ein vorbeugendes Gesundheitsprogramm initiierte. Während dieser Zeit führte sie auch eine Privatpraxis. Gemeinsam mit Alice Hall gründete sie 1891 eine private gemeinnützige Einrichtung, die Abendkurse für berufstätige Frauen und Mädchen in Baltimore anbot. Sie war ein Vorreiter der Bewegung für Mütterhygiene und das Wohlbefinden von Säuglingen.
Im Jahr 1893 heiratete sie William Edward Mead und das Paar zog nach Middletown, Connecticut. Dort unterrichtete Mead an der Wesleyan University Frühes Englisch. Hurd-Mead richtete eine Privatpraxis ein und half 1895 bei der Gründung des Middlesex County Hospitals. Sie initiierte auch mehrere Ausbildungsprogramme für Krankenschwestern am Middlesex County Hospital. Sie interessierte sich für die soziale Rolle der Medizin und arbeitete als Freiwillige in vielen Dienstleistungsorganisationen mit. Sie veröffentlichte Artikel zu Themen des öffentlichen Gesundheitsdienstes für Frauen und Kinder und studierte ab 1904 drei Jahre Gynäkologie und Pädiatrie in Wien. Nach ihrer Rückkehr 1907 in die Vereinigten Staaten arbeitete sie als beratende Gynäkologin am Middlesex County Hospital.

## Geschichte der Frauen in der Medizin
Kate Campbell Hurd-Mead trat 1925 in den Ruhestand. Sie widmete sich danach der Dokumentation der Geschichte der Frauen in der Medizin. Dazu verbrachte sie zwei Jahre in England in der British Museum Library und sammelte anschließend Informationen über Ärztinnen in Europa, Asien und Afrika.
Im Jahr 1929 ließen sich Hurd-Mead und ihr Mann in Haddam, Connecticut, nieder. Das Buch Medical Women in America wurde 1933 veröffentlicht, gefolgt von A History of Women in Medicine from the Earliest Times to the Beginning of the Nineteenth Century. Dieser Band war der erste Band einer geplanten Trilogie, die die Geschichte der Frauen in der Medizin bis in die Gegenwart beschreiben sollte. Kate Campbell Hurd-Mead starb am 1. Januar 1941 in Haddam, als sie dem Hausmeister, der sich bei einem Brand verletzte, helfen wollte. Sie erlitt einen tödlichen Herzinfarkt. Begraben wurde sie in Middletown. Ihre umfangreiche Sammlung an Krankengeschichten wurde dem Woman`s Medical College in Pennsylvania zusammen mit einem Fonds vermacht, der einen jährlichen Vortrag über die Geschichte der Frauen in der Medizin vorsah.
Das Manuskript für den zweiten Band the history of women in medicine in the Eastern Hemisphere hatte sie zum Zeitpunkt ihres Todes bereits vollendet.

## Nachwirken
Judy Chicago widmete ihr eine Inschrift auf den dreieckigen Bodenfliesen des Heritage Floor ihrer Installation The Dinner Party. Die mit dem Namen Kate Campbell Hurd-Mead beschrifteten Porzellanfliesen sind dem Platz mit dem Gedeck für Elizabeth Blackwell zugeordnet.

## Veröffentlichungen (Auswahl)
- A history of women in medicine. Haddam 1938; Neudruck ebenda 1977.